# Амба-Алагі
Амба-Алагі — це гора, або амба на півночі Ефіопії. Розташована в регіоні  Тиграй. Через своє стратегічне розташування, гора була місцем кількох боїв.

## Історія
Першу згадку щодо гори знайдено у хроніці імператора Баеда Марьям I (1468–1478), який особисто керував експедицією проти одного з народів, які жили навколо Амба-Алагі. Було побудовано дорогу від узбережжя на південь до селища Амба-Марьям під час Англо-ефіопської війни. Дещо пізніше гори стали ареною битви.

7 грудня 1895 р. під час Першої італо-ефіопської війни при Амба-Алазі війська Ефіопії завдали Італії першої поразки.

## Ресурси Інтернету
- Амба-Алагі

- Battle of Amba-Alagi on December 7 [Архівовано 15 серпня 2021 у Wayback Machine.]
- Battle of Amba-Alagi on December 8 [Архівовано 15 серпня 2021 у Wayback Machine.]
- Timeweb — Amba-Alagi
- La Pattuglia dell'Amba Alagi (1953) [Архівовано 24 листопада 2020 у Wayback Machine.]

## Виноски
1. ↑  Peakbagger.com
2. ↑  Markham C. R. Geographical Results of the Abyssinian Expedition // J. Royal Geographical Society [Архівовано 25 листопада 2015 у Wayback Machine.]. — 38 (1868). — Р. 37
3. ↑  abasinskaja-voina.html Італо-абісинська війна 1895–1896 рр. Ефіопія в період першої світової війни. Архів оригіналу за 4 березня 2016. Процитовано 16 жовтня 2014.